# Emanuel Klíma
Emanuel Klíma (17. května 1902 Napajedla – 14. nebo 15. února 1941 Praha) byl československý politik a meziválečný poslanec Národního shromáždění za Komunistickou stranu Československa, od roku 1938 člen ilegálního vedení KSČ.

## Biografie
Pocházel z početné rodiny truhláře z Napajedel. Vystudoval učitelský ústav v Kroměříži a působil jako učitel v Brumově u Uherského Brodu
a v Ostravě. Od roku 1923 byl členem KSČ. Byl tajemníkem strany v Užhorodu a Mukačevu. V. sjezd KSČ ho roku 1929 zvolil za člena ÚV KSČ. V polovině 30. let se uvádí jako tajemník Krajského výboru KSČ v Brně.
Profesí byl učitelem. Podle údajů z roku 1935 bydlel v Mukačevě.
V parlamentních volbách v roce 1935 se stal poslancem Národního shromáždění. Poslanecké křeslo si podržel do 28. prosince 1938, kdy byl zbaven mandátu v důsledku rozpuštění komunistické strany.
V listopadu 1938 se stal členem 1. ilegálního ústředního vedení KSČ, které už paralelně připravovalo stranu na ilegální činnost, přispíval do ilegálního Rudého práva. Ve funkci člena vedení strany vytrval do roku 1941. Zemřel v nacistickém vězení, 13. února 1941 byl zatčen a následně spáchal sebevraždu.

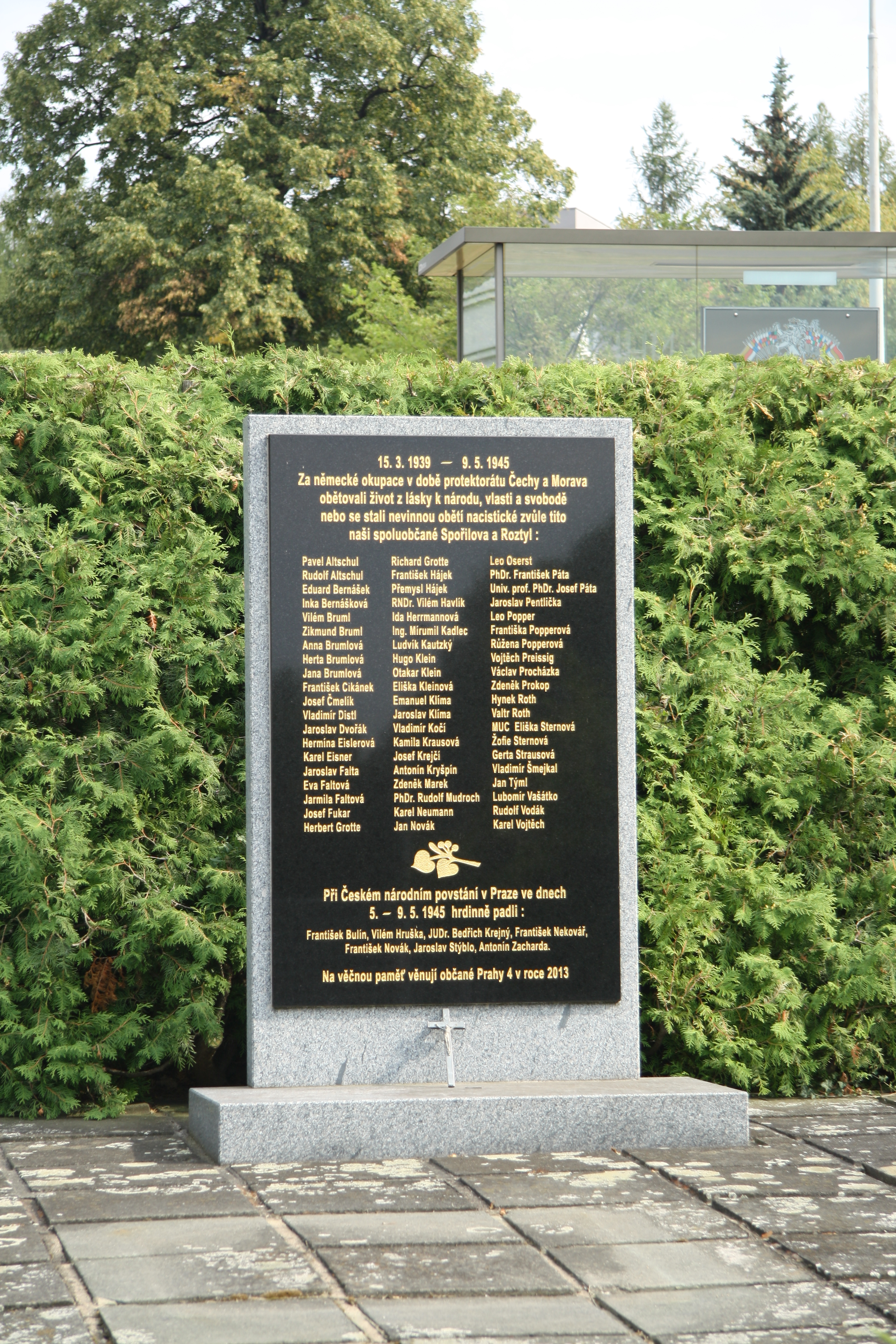
Památník obětem 2. světové války na Roztylském náměstí